# NGC 5235
NGC 5235 est une galaxie spirale barrée située dans la constellation de la Vierge. Sa vitesse par rapport au fond diffus cosmologique est de 6 871 ± 23 km/s, ce qui correspond à une distance de Hubble de 101,3 ± 7,1 Mpc (∼330 millions d'al). NGC 5235 a été découverte par l'astronome germano-britannique William Herschel  en 1784.
À ce jour, six mesures non basées sur le décalage vers le rouge (redshift) donnent une distance de 93,867 ± 5,376 Mpc (∼306 millions d'al), ce qui est à l'intérieur des valeurs de la distance de Hubble. Notons cependant que c'est avec la valeur moyenne des mesures indépendantes, lorsqu'elles existent, que la base de données NASA/IPAC calcule le diamètre d'une galaxie et qu'en conséquence le diamètre de NGC 5235 pourrait être d'environ 36,1 kpc (∼118 000 al) si on utilisait la distance de Hubble pour le calculer.